# (1895) Larink
(1895) Larnik (1971 UZ; 1937 UG; 1939 CG) ist ein Asteroid des Hauptgürtels, der am 26. Oktober 1971 von Luboš Kohoutek in der Hamburger Sternwarte (Bergedorf) entdeckt wurde. Er wurde nach dem dort bis 1958 tätigen deutschen Astronomen Johannes Larink benannt.